# Ochotona pusilla
Thỏ cộc thảo nguyên (Ochotona pusilla) là một loài động vật có vú thuộc Họ Ochotona của Bộ Thỏ. Chúng được tìm thấy ở các thảo nguyên phía nam nước Nga, và miền bắc Kazakhstan. Loài này được Pallas mô tả năm 1769.

## Hình ảnh

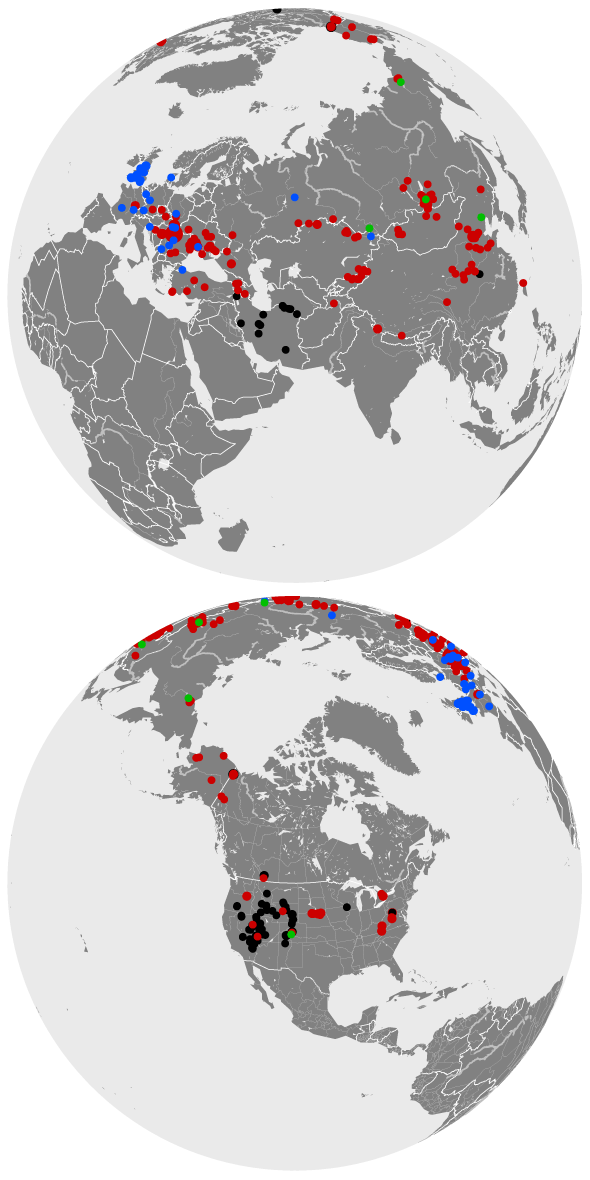